# Sigtunahem
Sigtunahem är ett allmännyttigt bostadsföretag som är verksamt i Sigtuna kommun i norra Stockholms län. Sigtunahem äger och förvaltar cirka 5 445 lägenheter och bostäder i Sigtuna, Märsta, Valsta och Rosersberg. Bolaget ägs av Sigtuna kommun
Sigtunahem hette tidigare Märstabostäder och har gått under namnet Sigtunahem sen 1971.